# Brauner Kräuter-Seitling
Der Braune Kräuter-Seitling (Pleurotus eryngii) ist eine Pilzart aus der Familie der Seitlingsverwandten.

## Merkmale

### Makroskopische Merkmale

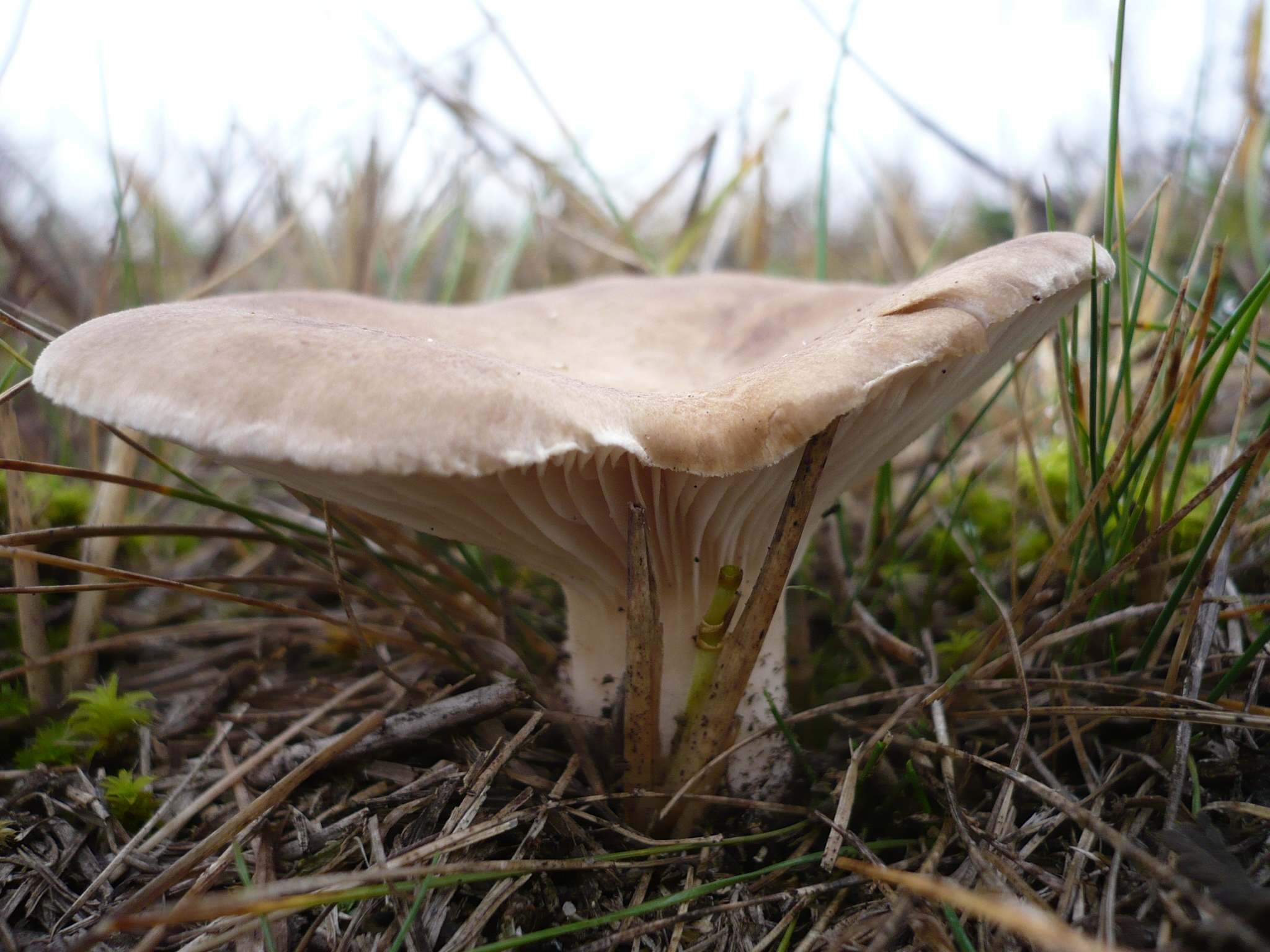
Die Wildform wächst scheinbar auf dem Erdboden …

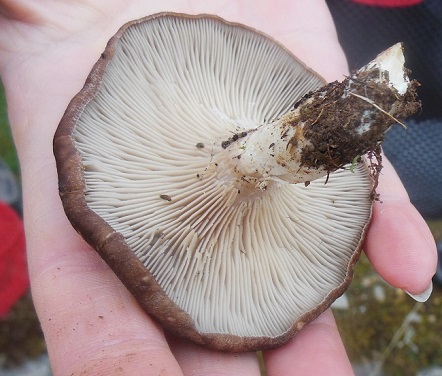
… und ist deutlich dünnfleischiger als die Zuchtform.

Die Fruchtkörper wachsen nur scheinbar auf dem Erdboden, tatsächlich sitzen sie aber parasitisch an den absterbenden Wurzeln der Wirtspflanze. Im Freiland sind die Exemplare etwa 8 × 5–10 cm groß, weiß oder cremeocker gefärbt und haben einen graubraunen, feinfilzigen Hut. Der Hutrand ist lang herabgebogen bis eingerollt und leicht wellig. Die weichen und entfernt stehenden Lamellen laufen weit am Stiel herab und sind dort netzartig querverbunden (Anastomosen). Sie haben eine weiße Farbe, bei zunehmender Reife verfärben sie sich gelblich bis orange. Das Sporenpulver ist weiß. Der Stiel ist voll und je nach Anwachsstelle zentral oder exzentrisch mit dem Hut verwachsen. Die Fruchtkörper besitzen ein dickes, festes und weißliches Fleisch. Sie erscheinen einzeln bis gruppenweise, manchmal auch etwas büschelig.

### Mikroskopische Merkmale
Die Sporen sind 7–9,5 × 3,5 µm groß, zylindrisch-elliptisch geformt, hyalin und mit jeweils einem Öltropfen gefüllt.

## Ökologie
Im Gegensatz zu den ansonsten meist holzbewohnenden Arten der Seitlinge schmarotzt der Braune Kräuter-Seitling auf den Wurzeln des Feld-Mannstreus (Eryngium campestre).

## Verbreitung
Der Braune Kräuter-Seitling kommt in Süd-, Ost- und Westeuropa vor. In Deutschland ist er wildwachsend sehr selten. Die Rote Liste der Großpilze Deutschlands listet die Art als vom Aussterben bedroht (Gefährdungskategorie 1).

## Systematik
In Bezug auf die Wirtspflanze – allesamt Doldenblütler – werden zwei weitere Sippen unterschieden, die sich nur bedingt miteinander kreuzen lassen. Sie werden in der Literatur entweder als Varietäten oder auf Artrang geführt:
- ferulae (Fenchel-Seitling): Schmarotzt auf den Wurzeln des Riesenfenchels (Ferula communis), Verbreitungsgebiet der Form ist Südeuropa und Nordafrika. Die Sporen dieser Form messen 14 × 7 µm.
- nebrodensis (Blasser Kräuter-Seitling): Schmarotzt auf den Wurzeln des Laserkrautes (Laserpitum latifolium, Laserfolium siler), Verbreitungsgebiet Westalpen, Trentino, Sizilien, Atlas, Sporengröße 10–14 × 5–6 µm. Breitenbach & Kränzlin geben dieses Taxon für die Schweiz an.

## Bedeutung

### Kultivierung
Der Braune Kräuter-Seitling benötigt nicht unbedingt Mannstreu als Wirtspflanze, sondern kann auf künstlichen Substraten zur Fruchtbildung gebracht werden. Diese Zuchtform ist deutlich dickfleischiger als die Wildform. Er wird seit einiger Zeit verstärkt als Marktpilz und auf Substrat zur Kultivierung angeboten. Die Kultur gilt als etwas schwieriger als die des Austern-Seitlings. Der Braune Kräuter-Seitling zeichnet sich durch ein zartes Aroma aus. Das Fleisch hat eine steinpilzartige Konsistenz.